# Svémyslice
Svémyslice jsou obec v okrese Praha-východ ve Středočeském kraji. Leží dva kilometry severovýchodně od okraje Prahy. Žije zde 577 obyvatel.

## Historie

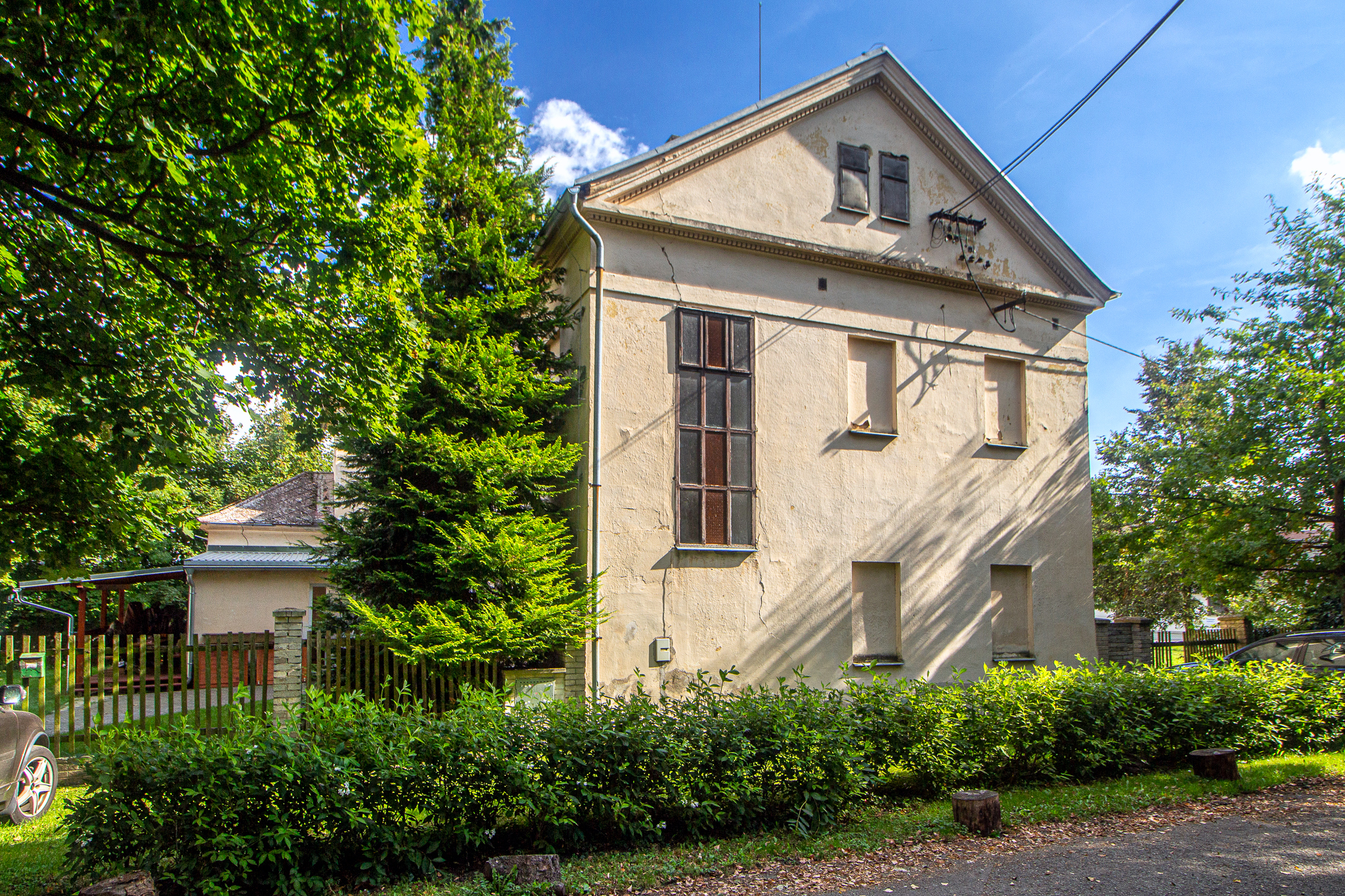
Obecní úřad v budově bývalé národní školy

První písemná zmínka o obci pochází z roku 1227. Svémyslice jsou staroslovanského původu.

## Obyvatelstvo
| Rok            | 1869 | 1880 | 1890 | 1900 | 1910 | 1921 | 1930 | 1950 | 1961 | 1970 | 1980 | 1991 | 2001 | 2011 | 2021 |
| -------------- | ---- | ---- | ---- | ---- | ---- | ---- | ---- | ---- | ---- | ---- | ---- | ---- | ---- | ---- | ---- |
| Počet obyvatel | 120  | 184  | 244  | 220  | 225  | 232  | 185  | 117  | 158  | 133  | 137  | 106  | 109  | 337  | 574  |
| Počet domů     | 18   | 18   | 17   | 19   | 24   | 26   | 29   | 30   | 28   | 32   | 27   | 27   | 28   | 104  | 169  |

## Obecní správa

### Územněsprávní začlenění
Dějiny územněsprávního začleňování zahrnují období od roku 1850 do současnosti. V chronologickém přehledu je uvedena územně administrativní příslušnost obce v roce, kdy ke změně došlo:
- 1850 země česká, kraj Praha, politický okres Karlín, soudní okres Brandýs nad Labem, obec Zeleneč[6]
- 1855 země česká, kraj Praha, soudní okres Brandýs nad Labem, obec Zeleneč[6]
- 1868 země česká, politický okres Karlín, soudní okres Brandýs nad Labem, obec Zeleneč[6]
- 1880 země česká, politický okres Karlín, soudní okres Brandýs nad Labem[7]
- 1908 země česká, politický i soudní okres Brandýs nad Labem[8]
- 1939 země česká, Oberlandrat Mělník, politický i soudní okres Brandýs nad Labem[9]
- 1942 země česká, Oberlandrat Praha, politický i soudní okres Brandýs nad Labem[10]
- 1945 země česká, správní i soudní okres Brandýs nad Labem[11]
- 1949 Pražský kraj, okres Brandýs nad Labem[12]
- 1960 Středočeský kraj, okres Praha-východ[13]
- 1964 Středočeský kraj, okres Praha-východ, obec Zeleneč[7]
- k 24. listopadu 1990 Středočeský kraj, okres Praha-východ[7]

### Obecní symboly
Znak a vlajka byly obci uděleny rozhodnutím předsedy Poslanecké sněmovny Parlamentu České republiky dne 18. června 2003.

## Společnost
Ve vsi Svémyslice (250 obyvatel, katolický kostel) byly v roce 1932 evidovány tyto živnosti a obchody: hostinec, kolář, kovář, krejčí, 3 řezníci, obchod se smíšeným zbožím, obchod se střižním zbožím, trafika, 2 velkostatky.

## Doprava
Dopravní síť
- Pozemní komunikace – Obcí prochází silnice III. třídy. Z obce jsou tři kilometry na silnici II/610 Praha-Kbely - Brandýs nad Labem-Stará Boleslav - Benátky nad Jizerou - Mladá Boleslav. Rovněž ve vzdálenosti tři kilometry probíhá silnice II/611 Praha - Sadská - Poděbrady - Hradec Králové. Katastrální území obce protíná rychlostní silnice R10 (Dálnice D10), obec leží mezi exity 3 (Radonice) a 10 (Brandýs nad Labem).
- Železnice – Železniční trať ani stanice na území obce nejsou. Nejblíže obci je železniční zastávka Zeleneč ve vzdálenosti dva kilometry ležící na trati 231 mezi Prahou a Čelákovicemi.

Veřejná doprava 2013
- Autobusová doprava – V obci mají zastávku příměstské autobusové linky 100353 Praha, Černý Most - Svémyslice (v pracovních dnech 7 spojů, o víkendech 5 spojů) (dopravce Veolia Transport Praha, s. r. o.) a 100376 Praha, Letňany - Brandýs nad Labem-Stará Boleslav, nádraží (v pracovních dnech 11 spojů, o víkendech 3 spoje) (dopravce ČSAD Střední Čechy, a. s.). Linky jsou součástí systému Pražské integrované dopravy.

## Pamětihodnosti

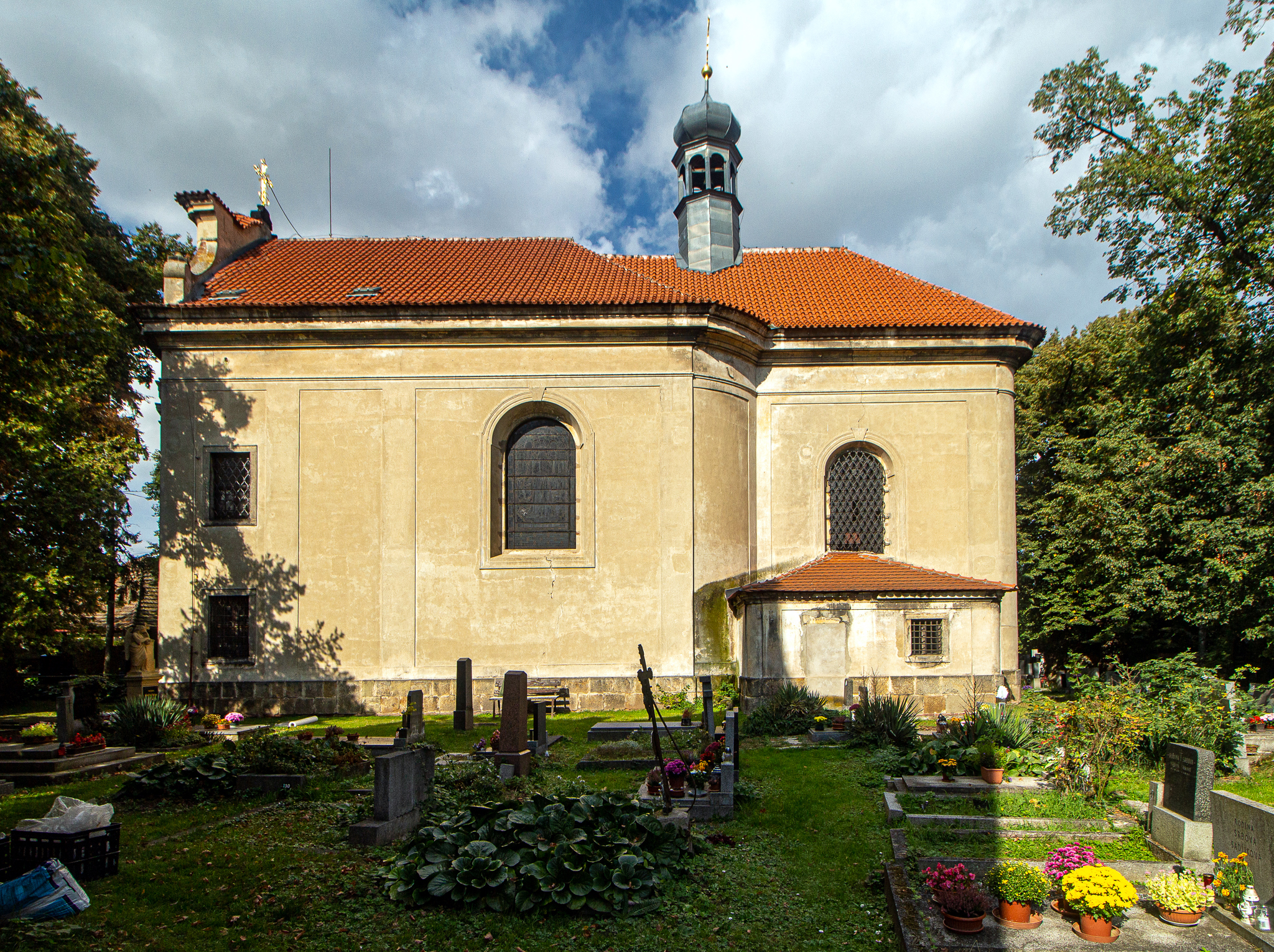
Barokní kostel svatého Prokopa

- Kostel svatého Prokopa s renesanční zvonicí na hřbitově
- Výklenková kaplička na návsi
- Krucifix severně od vesnice
- Sloup se sochou svatého Prokopa

### REGI Base Svémyslice
V obci byla v roce 2011 rovněž zahájena výstavba zařízení REGI Base I. pro péči o novodobé válečné veterány české armády, kteří byli zraněni v rámci služby na zahraničních misích. Nadační fond REGI Base I. byla pojmenována po nprap. Jiřím Schamsovi, přezdívaným „Regi“, jenž byl těžce zraněn v Afghánistánu a později na následky zranění zemřel.

## Osobnosti
- Jindřich Metelka (1854–1921), středoškolský profesor, kartograf a politik
- Jiří Mošna (1928–2010), kněz, osobní arciděkan

## Okolní obce
Svémyslice sousedí
- na západě s Jenštejnem,
- na severu s Dřevčicemi,
- na severovýchodě se Zápy,
- na východě a na jihu se Zelenčem.

## Další fotografie

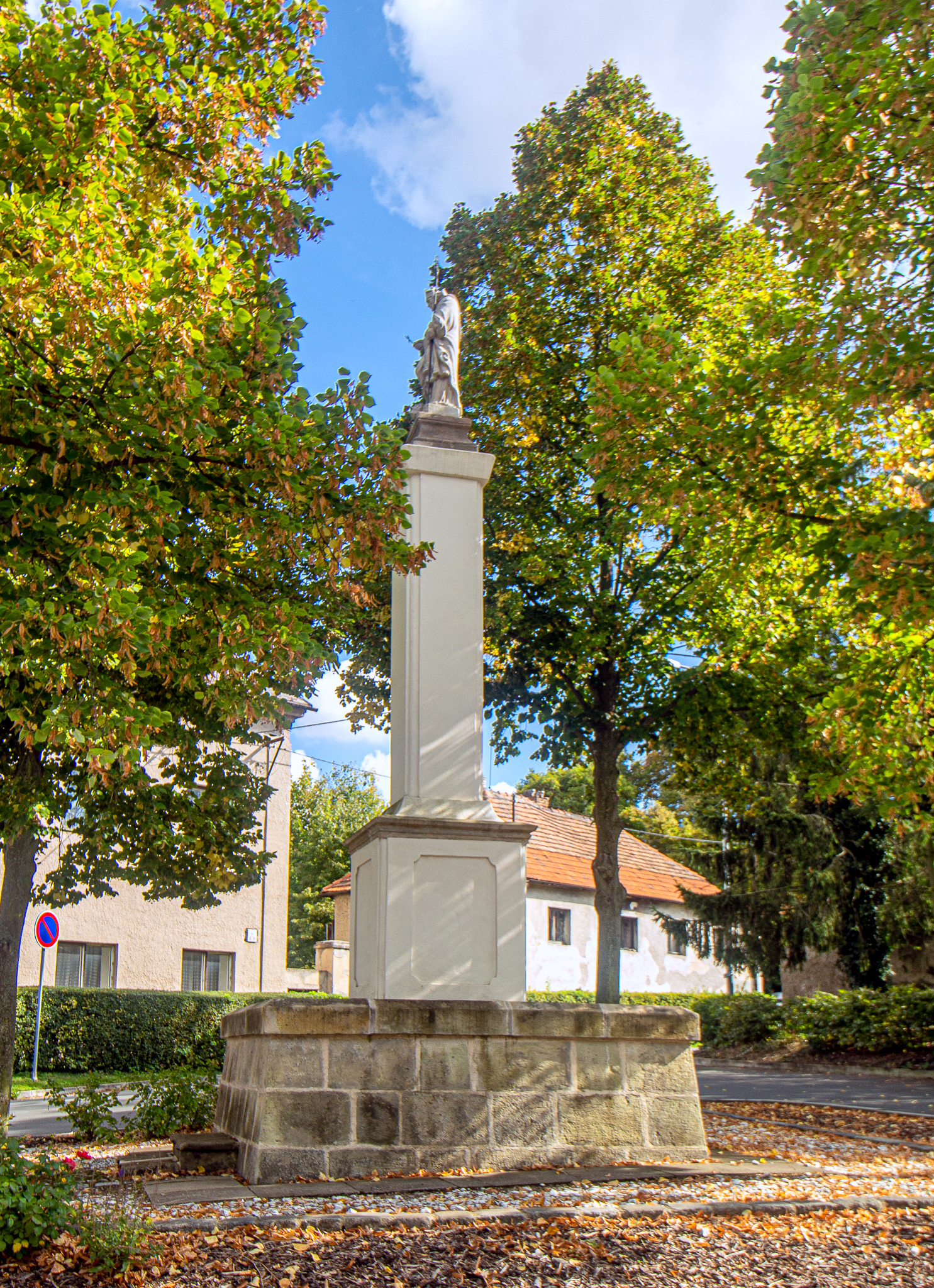
Socha sv. Prokopa na návsi
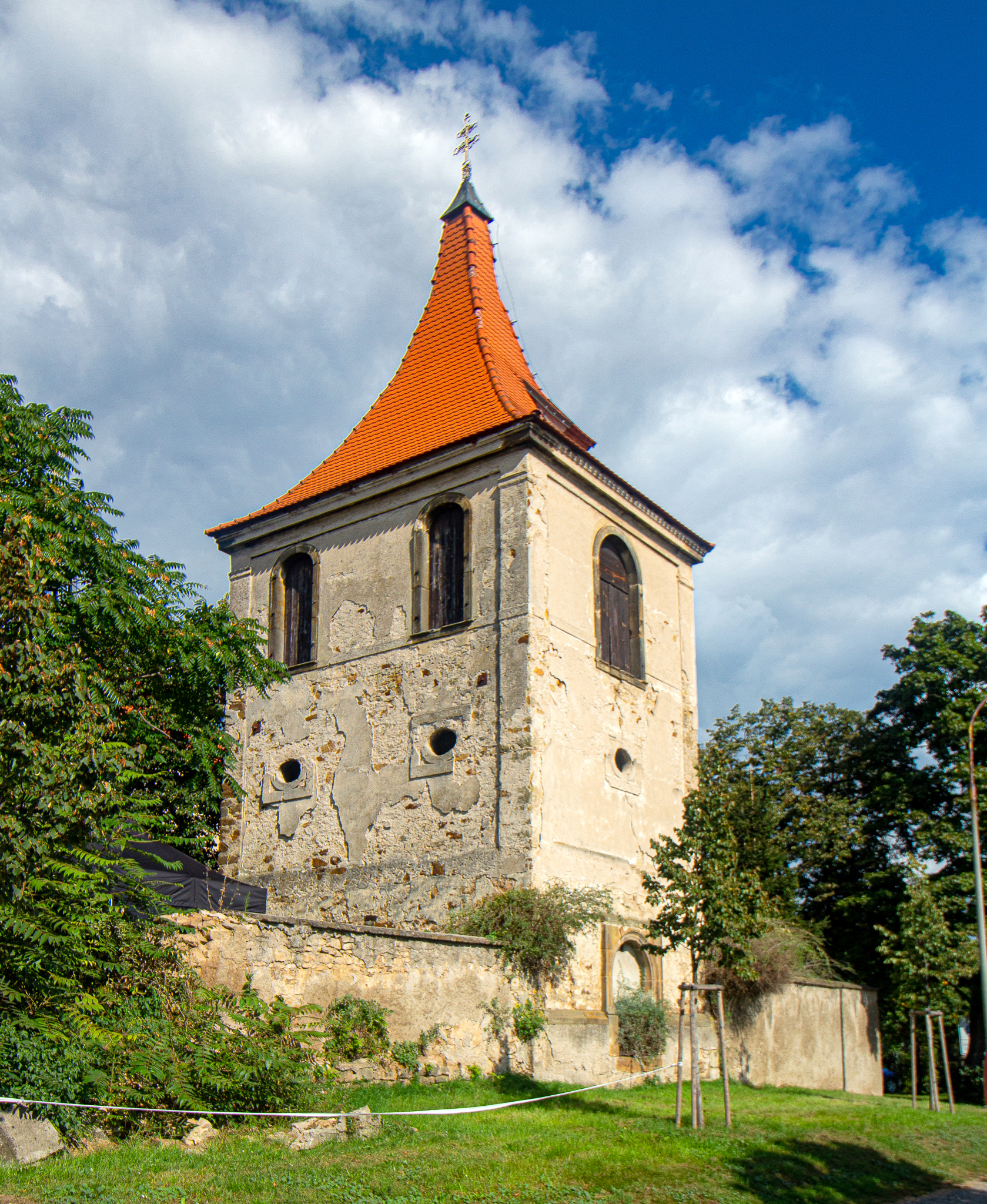
Původně renesanční zvonice u kostela sv. Prokopa
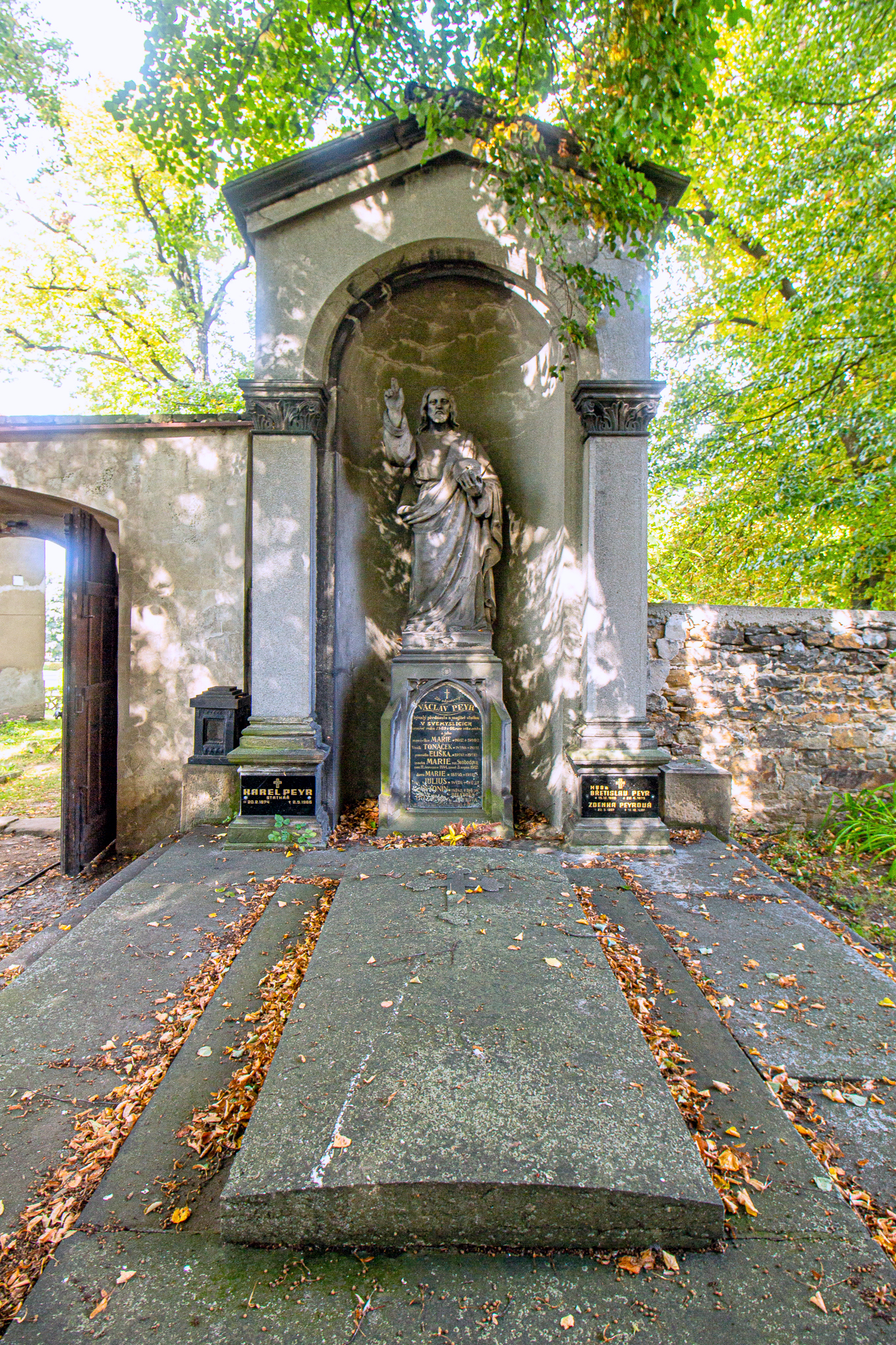
Náhrobek rodiny Peyrových na hřbitově u kostela
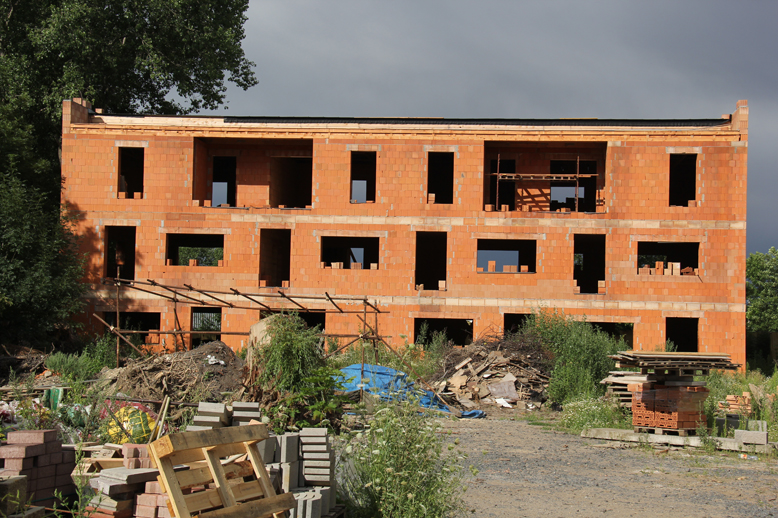
Pohled na nedokončené stavební práce zdravotnické základny NFRB ve Svémyslicích (červenec 2012)
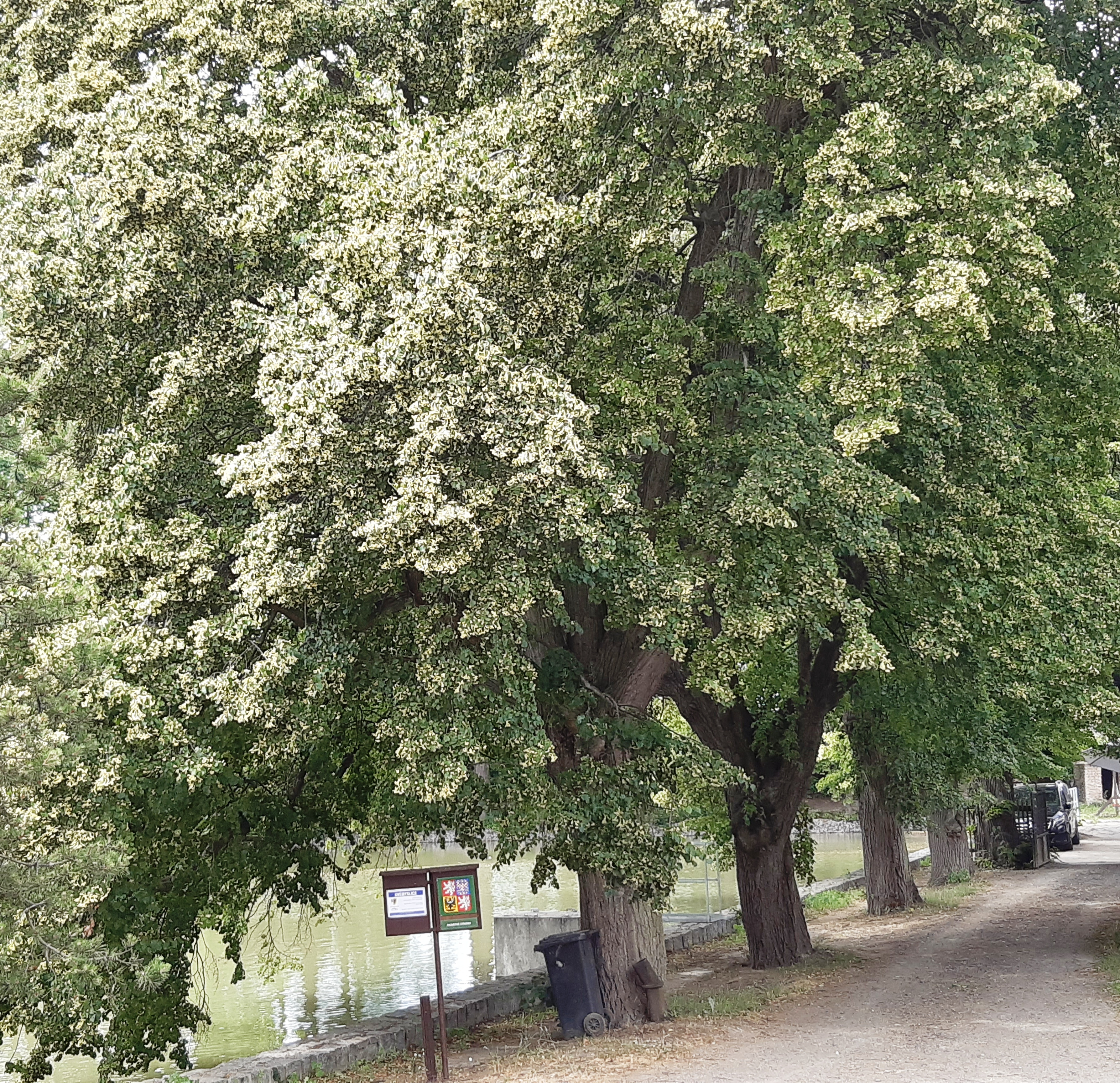
Lipová alej u rybníka, památné stromy
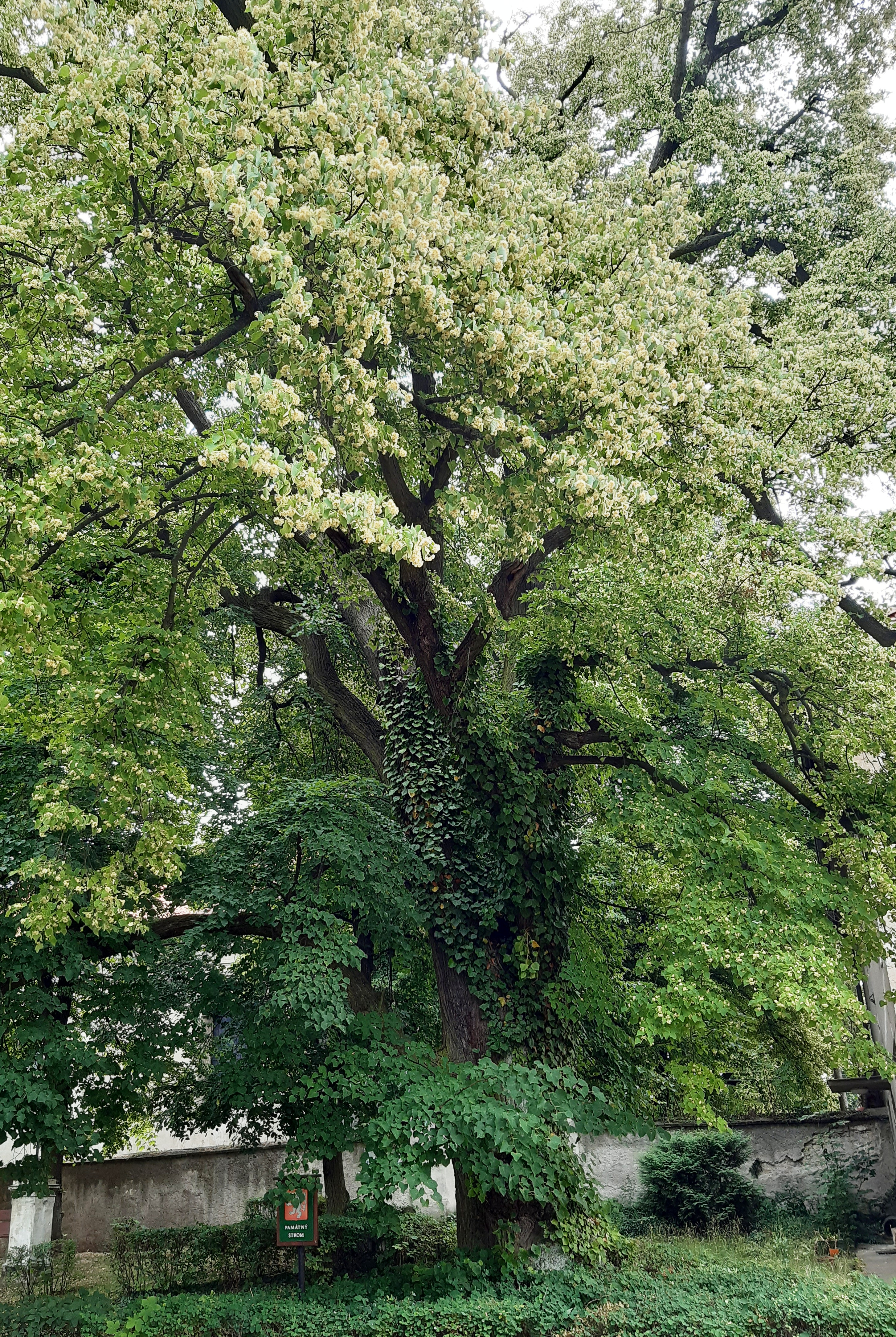
Lípa u kostela, památný strom